# Tolpia argentescens
Tentax argentescens là một loài bướm đêm trong họ Erebidae.